# Tribu Velina
La tribu Velina est l'une des trente-et-une tribus rustiques de la Rome antique.